# Hieratisk
Hieratisk Skrift  (græsk: hieratikos, præstelig, hellig), er et antikt ægyptisk skriftsystem.
Hieroglyfferne, som var det oprindelige skriftsystem i oldtidens Ægypten, består af 800 tegn. Da hieroglyfferne altid havde været svære at tyde, udviklede der sig over tiden nogle forenklede udgaver. En af disse udgaver var den hieratiske skrift. Den hieratiske skrift er en slags kursivform af hieroglyfferne, som blev brugt på papyri.